# Linje 5A
|  | Denne artikel omhandler buslinje 5A i København. For linjen med samme nummer i Aarhus, se A-bus (Aarhus). |
Linje 5A var en buslinje i København, der kørte mellem Husum Torv og Københavns Lufthavn, Kastrup. Linjen var en del af Movias A-busnet og var de sidste år udliciteret til Arriva, der drev linjen fra sit garageanlæg i Gladsaxe. Med 20 mio. passagerer i 2014 var den Nordens største buslinje. Linjen betjente blandt andet Brønshøj, Nørrebro, Indre By, Sundbyerne og Kastrup.
Linje 5A blev oprettet mellem Husum Torv og Sundbyvester Plads 20. oktober 2002. Linjen erstattede dele af linje 2, 4E, 5, 11 og 28. I 2008 blev linjen forlænget til Lufthavnen. Desuden medførte renoveringen af Nørreport st. skiftende omlægninger i 2011-2014. 23. april 2017 blev linje 5A omdannet til linje 5C med øget brug af busbaner og betjening med ledbusser. I forhold til linje 5A blev linje 5C forlænget til Herlev Hospital.

## Historie
Linje 5A blev oprettet sammen med linje 2A 20. oktober 2002 som de første linjer i det nye A-busnet, der etableredes i 2002-2003. Baggrunden for etableringen var anlægget af metroen, hvis første etape indviedes 19. oktober 2002, og som medførte store ændringer af det københavnske busnet. I den forbindelse valgte man at nytænke nettet med seks grundlæggende stambuslinjer med direkte linjeføringer og hyppig drift suppleret af et antal andre linjer. I de første planer fra 2000 var en de seks foreslåede stambuslinjer en linje med arbejdsnummeret S3 fra Husum Station ad Frederikssundsvej og Nørrebrogade, forbi Rådhuspladsen og Københavns Hovedbanegård og videre over Langebro og ad Amagerbrogade til Københavns Lufthavn, Kastrup. På Frederikssundsvej og Nørrebrogade ville den nye linje erstatte linje 5, en af Københavns på det tidspunkt mest benyttede buslinjer, mens det på Amagerbrogade gjaldt linje 2, 11 og 250S.
Ved etableringen i 2002 var linjen, nu med den officielle betegnelse 5A, blevet afkortet i forhold til det oprindeligt forslåede. I Husum fik linjen endestation på Husum Torv i stedet for Husum st., og i den modsatte ende blev endestationen Sundbyvester Plads i stedet for Lufthavnen. Ruten indimellem ad Frederikssundsvej, Nørrebrogade, forbi Hovedbanegården og ad Amagerbrogade var derimod uændret. Ved etableringen nedlagdes linje 2, 4E, 5 og 11, mens linje 28 blev afkortet og linje 250S og 350S reduceret.
16. marts 2008 omsattes en del af de oprindelige planer i praksis, da linjen blev forlænget fra Sundbyvester Plads ad Amager Landevej - Saltværkvej - Amager Strandvej til Lufthavnen til erstatning for linje 250S, der omlagdes til Islands Brygge. En anden væsentlig ændring skete 24. marts 2013, da der indførtes døgndrift på de fleste københavnske A-buslinjer, heriblandt linje 5A, der herefter kørte døgnet rundt hele ugen. Ændringen medførte nogle reduktioner i driften på natbuslinje 81N, der dog overlevede indtil 2017.
Andre udvidelser blev på papiret. I Trafikplan 2003 lagde det daværende Hovedstadens Udviklingsråd (HUR) op til en forlængelse af linje 5A på et tidspunkt efter 2005 fra Husum Torv til Herlev Station. Her ville den få forbindelse med linje 300S på Ring 3 og på længere sigt den planlagte letbane der. Den lod dog vente på sig, og forlængelsen af linje 5A blev ikke til noget ved den lejlighed. I januar 2008 vedtog Københavns Borgerrepræsentation en forlængelse fra Husum Torv til Husum st., der skulle ske i oktober 2008 som et af flere tiltag for at skabe sammenhæng mellem busser, S-tog og metro. Forlængelsen nåede at komme med på kort men blev dog ikke til noget i praksis, antagelig på grund af manglende plads i vendesløjfen ved stationen.
Indimellem var der flere lokale ændringer af midlertidig karakter. I sommeren 2011 måtte linjen således en tur over Fredensbro, mens der blev udført fjernvarmearbejde på Nørrebrogade. Fra 11. december 2011 og frem til 22. april 2014 omlagdes linjen i flere omgange i området omkring Nørreport Station, der gennemgik en omfattende renovering. Fra 1. november 2014 til 10. august 2015 stod den på en omlægning ad Mimersgade, hvor der ellers ikke kørte busser, mens et omfattende vejarbejde på Nørrebrogade stod på.
I juni 2012 offentliggjorde Movia og den daværende entreprenør Nettbuss et lidt specielt initiativ på linje 5A, hvor man ville variere driften afhængig af bl.a. vejrudsigten, idet passagertallene svingede ret kraftigt afhængigt af vejret og aktuelle arrangementer. Til at begynde med planlagdes der for en uge ad gangen, hvor antallet af busser i drift kunne varieres med 10%. Arrangementet fungerede fra 1. juni 2012 og indtil 13. december 2015, hvor Arriva overtog driften af linjen.
10. februar 2016 skete der et lettere spektakulært uheld på linjen. En af busserne havde lækket diesel på blandt andet Jernbanegade, som en efterfølgende bus kom til at glide i med det resultat, at den kom til at dreje ind i Cirkusbygningen. Ingen kom til skade ved uheldet, men bussen fik beskadiget fronten.

### Ledbusser og +Way
Linje 5A blev hurtigt en succes, og allerede fire år efter starten kunne man i 2006 mønstre ca. 60.000 daglige passagerer svarende til ca. 17 mio. om året. I 2014 var tallet vokset til 20 mio. årlige passagerer, mere end 9 % af Movias samlede passagertal, hvilket gjorde linje 5A til den mest benyttede buslinje i Norden. Det var dog ikke så meget fordi, linjen var populær i sig selv, men fordi den kørte gennem Nørrebro og Sundbyerne, der kun betjentes af S-tog og metro i begrænset omfang. Resultatet var kapacitetsproblemer og langsom kørsel store dele af døgnet. Linje 5A blev ellers betjent af op til 45 13,7 m-busser i myldretiden, men det var ikke nok. En mulig løsning på det kunne imidlertid være indsættelse af ledbusser med væsentlig større kapacitet. For at afprøve denne mulighed indsattes fem ledbusser af forskellige typer som forsøg på linjen mellem Husum Torv og Sundbyvester Plads fra 19. august til 18. oktober 2012.
Slutresultatet blev dog ikke bare ledbusser men en fuldstændig relancering af linje 5A efter +Way-konceptet, Movias udgave af bus rapid transit med højklassede busser, busbaner og stoppesteder. En første sådan med navnet Den kvikke vej og med busbaner og stoppesteder i gademidten mellem Fredensbro og Lyngbyvej indviedes 19. september 2014 og benyttes blandt andet af linje 6A mellem Fredensbro og Fredrik Bajers Plads. I forbindelsen med udbuddet af linje 5A i udbud A13, der trådte i kraft 15. december 2015, planlagde man imidlertid en fuldstændig gennemførelse af konceptet for hele denne linje inspireret af tilsvarende koncepter i blandt andet Malmö, Paris og Barcelona. Desuden blev det besluttet at forlænge linjen fra Husum Torv ad Herlev Hovedgade og Herlev Ringvej til Herlev Hospital, hvor den på sigt vil få tilslutning til den planlagte letbane ad Ring 3. Det første års tid kom man dog til at fortsætte som hidtil, for etableringen kom til at vare til 23. april 2017, hvor den endelige relancering og forlængelse fandt sted. Etableringen omfattede blandt andet en ombygning af Frederikssundsvej, så busserne kunne komme hurtigere frem. Desuden blev stoppestederne langs ruten opgraderet med nye læskærme og trafikinformation i realtid.
Som materiel valgtes 37 biogas-ledbusser af typen MAN Lion’s City GL CNG med yderligere fire i reserve. Busserne fik plads til 147 passagerer mod 82 passagerer i de gamle og havde som noget nyt fri ind- og udstigning af alle døre. For at markere at det var højklassede busser, blev de desuden turkisfarvede med gule hjørner for og bag. Før serieproduktionen af busserne gik i gang, blev der dog indsat en almindelig bus i det planlagte design på linje 5A som forsøg for at finde ud af, hvad passagerne syntes om det. Desuden blev navnet undersøgt. Her viste det sig, at to trediedele af de adspurgte ikke mente, at +Way passede til busser, mens halvdelen omvendt mente, at et af alternativerne, CityLine, gjorde. Som følge deraf ønsker Movia at markedsføre konceptet som CityLine overfor passagererne, idet det dog stadig kaldes +Way overfor kommuner og andre samarbejdspartnere. Med det nye navn fulgte også en ændring af linjenummeret til 5C, hvor C blev det nye produktbogstav for CityLine-busser.
Den egentlige omdannelse af linje 5A til 5C fandt sted 23. april 2017. Da der imidlertid havde været døgndrift på linje 5A siden 2013, kom omdannelsen til at finde sted midt om natten mellem 22. og 23. april og med et vist overlap mellem de to linjenumre. Den sidste linje 5A havde planmæssig afgang fra Lufthavnen kl. 0.51 og ankomst til Husum Torv kl. 1.55.

## Linje 5A i pressen
Med ca. 20 mio. passagerer om året - mere end hele trafikselskabet FynBus - tiltrak linje 5A sig naturligt nok af og til opmærksomhed i pressen. 19. januar 2004 lavede dagbladet Politiken for eksempel en happening på linjen, hvor der i protest mod takststigninger blev indsat fem gratis turistbusser. Efter henvendelse fra HUR stoppede politiet dog happeningen efter et par timer, da de gratis busser gav for mange trafikale problemer både ude på linjen og ved endestationerne med forsinkelser og sure chauffører på de almindelige busser til følge. Dertil kom at det også var ulovligt for andre at køre på HUR's linjer. For Politiken betød det dog nok ikke så meget, for historien var hjemme og kom i både avis og fjernsyn.
Ved 10 års jubilæet i 2012 satte Politiken igen fokus på linjen med en række artikler med interviews med blandt andre passagerer, en chauffør og en busentusiast. Her blev blandt andet beskrevet, hvordan passagerne måtte døje med trængsel men også nød godt af hyppig drift på det, der gik under øgenavne som "Tarzanruten", "Kødpølsen" og "Dødens rute". For chaufførerne krævede linjen dog en vis fleksibilitet, da den med sin kørsel gennem belastede kvarterer hørte til de mere udsatte. Den brogede forsamling af passagerer og chauffører fra mere end 20 forskellige lande gjorde det desuden til noget af en multietnisk affære, med hvad der af samme årsag blev kaldt for "Orientekspressen", men det fungerede dog fint.
I 2015 gik Movia, Midttrafik og DR sammen om en radioevent kaldet Næste Stop Hjem, der fandt sted i uge 8 i Aarhus og i uge 9 på linje 5A i København. Her blev der med radioprogrammer og kortfilm sat fokus på de kvarterer, linjen kører igennem, og hvordan busserne binder by, kvarter og mennesker sammen. I den forbindelse blev flere stoppesteder udsmykket, så de så ud som stuen hos nogle af passagerne, for linje 5A stoppestederne ved Brønshøj Torv, Frederikssundsvej nr. 24, Vesterport, Sundbyvester Plads og Nørrebrogade ved Sjællandsgade. Desuden blev der arrangeret udstillinger i biblioteket på Rentemestervej i Københavns Nordvestkvarteret og på Aarhus Rutebilstation. Og på DR P3 kunne man endda 27. februar 2015 lytte til tre timers live radio fra linje 5A med programmet Gandhi. Radioeventet vandt efterfølgende Radio Prix-prisen.
I september 2016  målte Miljøpunkt Indre By & Christianshavn en partikelforurening på Bilfri søndag i København som var 10 gange lavere end normalt. Linje 5A kunne ikke måles indenfor måleapparatets øvre grænse på 500.000 partikler pr. cm3, da busserne ikke havde partikelfilter. Linje 6A med naturgas måltes til 8.400. Movia og en forureningsekspert var uenige om målingernes gyldighed.

## Linjeføring
Linje 5A kørte mellem Husum Torv og Københavns Lufthavn, Kastrup. På Husum Torv havde linjen endestation i en vendesløjfe på torvet, der fungerer som busterminal og knudepunkt for områdets buslinjer. Herfra kørtes ind ad Frederikssundsvej, en af Københavns indfaldsveje, og undervejs passeredes Brønshøj Torv og Bellahøj, før man kom til Nørrebro Station, et andet stort trafikknudepunkt. Herfra gik det videre ad Nørrebrogade gennem det tætbefolkede Nørrebro og forbi blandt andet Nørrebrohallen, Nørrebros Runddel og Assistens Kirkegård. Herefter gik det videre over Dronning Louises Bro og ad Frederiksborggade forbi Torvehallerne til Nørreport Station, en af Danmarks mest benyttede stationer og dermed endnu et vigtigt knudepunkt.
Efter Nørreport Station fortsattes ad Nørre Voldgade og Vester Voldgade til byens centrale plads, Rådhuspladsen med Københavns Rådhus. Ad Jernbanegade og Hammerichsgade forbi Radisson Blu Royal Hotel kom man videre til Bernstorffsgade, hvor en busterminal ligger langs med Hovedbanegården og Tivoli. Terminalen er anlagt som en enkelt øperron, så busser mod Husum Torv måtte dreje over i venstre side ad gaden før terminalen for at kunne vende dørene mod den og bagefter svinge tilbage til højre side af gaden. Efterfølgende gik det videre forbi Politigården og ad Hambrosgade, Rysensteensgade og H.C. Andersens Boulevard op til Langebro, hvor linjen krydsede Inderhavnen.
Nede på den anden side var man kommet til Amager og Amager Boulevard, som der fortsattes forbi Christianshavns Vold og højhushotellet Radisson Blu Scandinavia til Amagerbrogade. Ad Amagerbrogade fortsattes videre ud til Sundbyvester Plads, hvor der ligger en busterminal, hvor mange af linjens busser endte. En del fortsatte dog videre ud ad Amagerbrogade over grænsen mellem Københavns og Tårnby Kommuner til Saltværksvej. Den betjentes i sin fulde længde, før linjen fortsatte ad Amager Strandvej forbi akvariet Den Blå Planet og ad Ellehammersvej til endestationen ved Lufthavnens Terminal 3. Her var og er der udover forbindelse til talrige fly til ind- og udland både en jernbanestation og en metrostation.

## Fakta
- Linjeføring
  - Husum Torv – Frederikssundsvej – Nørrebrogade – Dronning Louises Bro - Frederiksborggade - Nørre Voldgade – Jarmers Plads – Vester Voldgade – Rådhuspladsen – Jernbanegade – Hammerichsgade – Bernstorffsgade – Hovedbanegården – Bernstorffsgade – Polititorvet – Hambrosgade – Rysensteensgade – Langebro – Amager Boulevard – Amagerbrogade – Sundbyvester Plads - Amagerbrogade – Amager Landevej – Saltværksvej – Amager Strandvej – Ellehammersvej – Lufthavnen, Udenrigsterminalen.

- Overordnede linjevarianter
  - Husum Torv – Lufthavnen, Udenrigsterminalen
  - Husum Torv – Sundbyvester Plads

- Vigtige knudepunkter
  - Husum Torv, Veksøvej, Brønshøj Torv, Bellahøj, Hulgårds Plads, Nørrebro st., Nørrebros Runddel, Elmegade, Nørreport st., Rådhuspladsen, Vesterport st., Hovedbanegården, Sønderport, Amagerbro st., Sundbyvester Plads, Korsvejen, Skottegårdsskolen, Lufthavnen, Udenrigsterminalen.

- Materiel[45]
  - 49 13,7 m-busser af typen Volvo B12BLE-61/Vest

| Entreprenør | Entreprenør                   |
| Fra         | Entreprenør, anlæg            |
| ----------- | ----------------------------- |
| 20-10-2002  | Arriva Skandinavien, Ryvang   |
| 21-10-2007  | Netbus, Stamholmen            |
| 01-07-2014  | Keolis, Stamholmen            |
| 13-12-2015  | Arriva Skandinavien, Gladsaxe |

| År          | 2013       | 2014       | 2015       | 2016       |
| ----------- | ---------- | ---------- | ---------- | ---------- |
| Passagertal | 19.199.302 | 19.438.131 | 19.634.882 | 19.443.516 |

## Kronologisk oversigt
Nedenfor er der gjort rede for permanente og længerevarende midlertidige ændringer. Der er set bort fra ændringer af få dages varighed og de til tider temmelig omfattende ændringer ved sportsbegivenheder, demonstrationer, statsbesøg og lignende. For linje 5A var det typisk Nørrebrogade, der blev berørt ved sådanne lejligheder, så linjen måtte omlægges ad blandt andet Åboulevard og Ågade.
| Rutehistorik              | Rutehistorik |
| Dato/periode              | Ændring |
| ------------------------- | --- |
| 20-10-2002                | Linje 5A oprettes ad følgende rute: Husum Torv – Frederikssundsvej – Nørrebrogade – Dronning Louises Bro - Frederiksborggade - Nørre Voldgade – Jarmers Plads – Vester Voldgade – Rådhuspladsen – Jernbanegade – Ved Vesterport – Hammerichsgade – Bernstorffsgade – Hovedbanegården – Bernstorffsgade – Polititorvet – Hambrosgade – Rysensteensgade – Langebro – Amager Boulevard – Amagerbrogade – Sundbyvester Plads. Linjen erstatter dele af linje 2, 4E, 5 og 11, der nedlægges samt linje 28, der afkortes til Rådhuspladsen, og linje 250S, der får driften reduceret. |
| 17-10-2004                | I myldretiden indsættes tre-fem ekstra afgange i timen mellem Husum/Bellahøj og Nørreport st. |
| 16-03-2008                | Forlænges fra Sundbyvester Plads ad Amagerbrogade – Amager Landevej – Saltværksvej – Amager Strandvej – Ellehammersvej – Lufthavnen, Udenrigsterminalen. Forlængelsen sker på hver anden tur i de tidlige morgentimer, myldretiderne og om aftenen og på hver tredje tur i dagtimerne. Forlængelsen skyldes omlægning af linje 250S til Islands Brygge. |
| 08-08-2010                | Driften forstærkes mellem Husum Torv og Sundbyvester Plads men udtyndes mellem Sundbyvester Plads og Lufthavnen. I myldretiderne og om aftenen mandag-fredag kører kun hver tredje tur til Lufthavnen og om søndagen kun hver fjerde tur. |
| 25-06-2011 – 11-09-2011   | I retning mod Husum Torv omlægges linjen fra Frederiksborggade, så der køres uden stop ad Nørre Farimagsgade – Øster Farimagsgade – Webersgade – Fredensbro – Fredensgade – Tagensvej – Jagtvej til Nørrebros Runddel og derfra videre ad normal rute. Omlægningen skyldes fjernvarmearbejde og samtidigt anlæg af (brede) cykelstier på Nørrebrogade, hvorfor gaden i arbejdsperioden er ensrettet i retning mod centrum. I flere omgange i perioden omlægges linjen også mod byen ad Tagensvej.                                                                               |
| 02-11-2011 - 20-07-2012   | Omlægges i retning mod Husum Torv fra Rådhuspladsen ad H.C. Andersens Boulevard – Jarmers Plads til Nørre Voldgade. |
| 11-12-2011                | Omlægges på grund af ombygning af Nørreport st. Mod Husum Torv køres ad Nørre Voldgade – Gothersgade – Nørre Farimagsgade, mens der mod Lufthavnen køres ad Søtorvet – Gothersgade – Nørre Voldgade. |
| 18-01-2012 – jan/feb 2013 | Omlægges mellem kl. 19 og kl. 6 ad H.C. Andersens Boulevard – Tietgensgade i retning mod Husum Torv. Omlægningen skyldes vejarbejde i Bernstorffsgade. |
| 24-03-2013                | Der indføres natdrift, så der fremover køres hele døgnet hele ugen, idet der dog kun køres hver time mellem Sundbyvester Plads og Lufthavnen. Natdriften erstatter dele af linje 84N, der nedlægges, og dele af linje 81N, der omlægges. |
| 21-05-2013                | Det fortsatte arbejde med ombygningen af Nørreport st. medfører nye omlægninger. Mod Husum Torv køres ad Vendersgade - Nørre Farimagsgade - Frederiksborggade, mens der mod Sundbyvester Plads/Lufthavnen køres ad Frederiksborggade - Rømersgade - Vendersgade. |
| 31-03-2014                | På ny omlægninger som følge af det fortsatte arbejde med ombygningen af Nørreport st. Mod Husum Torv køres ad Nørre Voldgade - Gothersgade - Nørre Farimagsgade - Frederiksborggade, mens der mod Lufthavnen køres ad Frederiksborggade - Nørre Voldgade. |
| 22-04-2014                | Omlægges ved Nørreport st. så der atter køres ad Frederiksborggade - Nørre Voldgade i begge retninger. Det har ikke været muligt at gennemføre omlægningen i retning mod Husum Torv tidligere på grund af etablering af ekstra elevator til metrostationen under Frederiksborggade. |
| 01-11-2014 - 10-08-2015   | Omlægges i retning mod Lufthavnen ad Borgmestervangen - Mimersgade - Jagtvej. Omlægningen skyldes vejarbejde. Fra 31. juli til 10. august 2015 gælder omlægningen i begge retninger. |
| 13-12-2015                | Endestationen ved Københavns Lufthavn ændres som følge af arbejde med udvidelse af lufthavnens Security Check-In. Sløjfekørslen ad Ellehammersvej - Terminalgade - Kastrup Tværvej A - Ellehammersvej med endestation på Terminalgade ved Terminal 2 erstattes af afsætning på Ellehammersvej ved Lufthavnen st. og tomkørsel ad Ellehammersvej til rundkørslen med Terminalgade og retur med påstigning på Ellehammersvej ved Kastrup Tværvej C. |
| 27-06-2016 - 29-07-2016   | Omlægges i retning mod Lufthavnen ad Kastrupvej - Alleen - Kastruplundgade. Omlægningen skyldes at Saltværksvej spærres i østgående retning mellem Kastrupvej og Nordmarksvej. |
| 23-04-2017                | Ændres til linje 5C og forlænges fra Husum Torv ad Frederikssundsvej - Herlev Hovedgade - Herlev Ringvej til Herlev Hospital. |